# 第1回日本女子サッカーリーグ
第1回日本女子サッカーリーグ (JLSL) は、1989年9月から1990年1月にかけて開催された。

## 概要
関東から3チーム、東海から2チーム、関西から1チーム、合計6チームによりリーグ戦が行われた。
オープニングマッチは9月9日（土）に国立西が丘サッカー場（東京都）において18時30分からの開会式後、読売サッカークラブ女子・ベレーザと清水フットボールクラブの対戦が行われ、読売が高倉麻子の先制点などにより2-0で勝利した。
その後、開幕で対戦したこの2チームが勝利を重ね、ともに勝ち点17と並んだがゴールディファレンス（得失点差）により清水が初代女王の座を獲得した。

## 競技方法
- 開催期間：1989年9月9日‐1990年1月28日
- 試合時間：80分（40分ハーフ）で延長なし
- 順位：1.勝点（勝利2点、引分1点、敗戦0点）

2.ゴールディファレンス（得失点差）
3.総得点
4.総失点(より少ない方)
5.直接対決の成績
6.順位決定戦: 80分（40分ハーフ）で決着しないときは20分（10分ハーフ）を行い、それでも決まらないときは再延長

## 参加チーム
| チーム名                                   | 本拠地         | 備考                                         |
| ------------------------------------------ | -------------- | -------------------------------------------- |
| 新光精工FCクレール                         | 東京都小平市   | 1988年にFC小平から改称                       |
| 読売サッカークラブ女子・ベレーザ           | 東京都稲城市   |                                              |
| 日産FCレディース                           | 神奈川県横浜市 |                                              |
| 清水フットボールクラブ                     | 静岡県清水市   |                                              |
| プリマハムFCくノ一                         | 三重県伊賀町   | 1988年に伊賀上野くノ一サッカークラブから改称 |
| 田崎真珠神戸フットボールクラブ・レディーズ | 兵庫県神戸市   | 1989年に神戸FCレディースから改称             |

## 成績
○：勝利　△：引き分け　●：敗戦
| 順位 | チーム                                     | 清水      | 読売      | 田崎      | 新光      | 日産      | プリマ    | 勝点 | 勝 | 分 | 敗 | 得点 | 失点 | 得失差 |
| ---- | ------------------------------------------ | --------- | --------- | --------- | --------- | --------- | --------- | ---- | -- | -- | -- | ---- | ---- | ------ |
| 1位  | 清水フットボールクラブ                     | ＼        | ●0-2 ○2-1 | ○4-1      | ○1-0 ○8-0 | △3-3 ○5-0 | ○7-3 ○4-1 | 17   | 8  | 1  | 1  | 38   | 12   | +26    |
| 2位  | 読売サッカークラブ女子・ベレーザ           | ○2-0 ●0-1 | ＼        | ○3-0 ○6-1 | ○3-1 ○2-0 | △0-0 ○2-0 | ○4-0      | 17   | 8  | 1  | 1  | 27   | 4    | +23    |
| 3位  | 田崎真珠神戸フットボールクラブ・レディーズ | ●1-4      | ●0-3 ●1-6 | ＼        | △2-2 ●1-2 | ○2-1 ○2-0 | ○2-1 ○1-1 | 8    | 3  | 2  | 5  | 13   | 24   | -11    |
| 4位  | 新光精工FCクレール                         | ●0-1 ●0-8 | ●1-3 ●0-2 | △2-2 ○2-1 | ＼        | ○1-0 △0-0 | △1-1 △2-2 | 8    | 2  | 4  | 4  | 9    | 20   | -11    |
| 5位  | 日産FCレディース                           | △3-3 ●0-5 | △0-0 ●0-2 | ●1-2 ●0-2 | ●0-1 △0-0 | ＼        | ○3-1 ○1-0 | 7    | 2  | 3  | 5  | 8    | 16   | -8     |
| 6位  | プリマハムFCくノ一                         | ●3-7 ●1-4 | ●0-4      | ●1-2 △1-1 | △1-1 △2-2 | ●1-3 ●0-1 | ＼        | 3    | 0  | 3  | 7  | 10   | 29   | -19    |

## 個人成績
出典：
- 最優秀選手賞:半田悦子（清水）
- 得点王：周台英（清水）12点
- アシスト王：半田悦子（清水）6点
- 敢闘賞：瀬尾智美（田崎真珠）、東明有美（プリマハム）、都築亜紀（清水）
- ヤングプレイヤー賞：永野伴美（清水）、大竹奈美（読売）、山木里恵（日産）、泉美幸（新光精工）
- ベストイレブン
  - GK：三觜麻州美（読売）
  - DF：島村千亜紀（読売）、山口小百合（清水）、薩川理恵（清水）、加治真弓（田崎真珠）
  - MF：木岡二葉（清水）、高倉麻子（読売）、野田朱美（読売）
  - FW：半田悦子（清水）、周台英（清水）、手塚貴子（読売）